# Dai Mingshi
Dai Mingshi   (15 d'abril de 1653 - 6 de març de 1713) (en xinès tradicional i simplificat: 戴名世; en pinyin: Dài Míng shì) fou un escriptor i intel·lectual xinès de finals de la dinastia Ming i principis de la Qing. Va ser executat durant el mandat de l'emperador Kangxi.

## Biografia

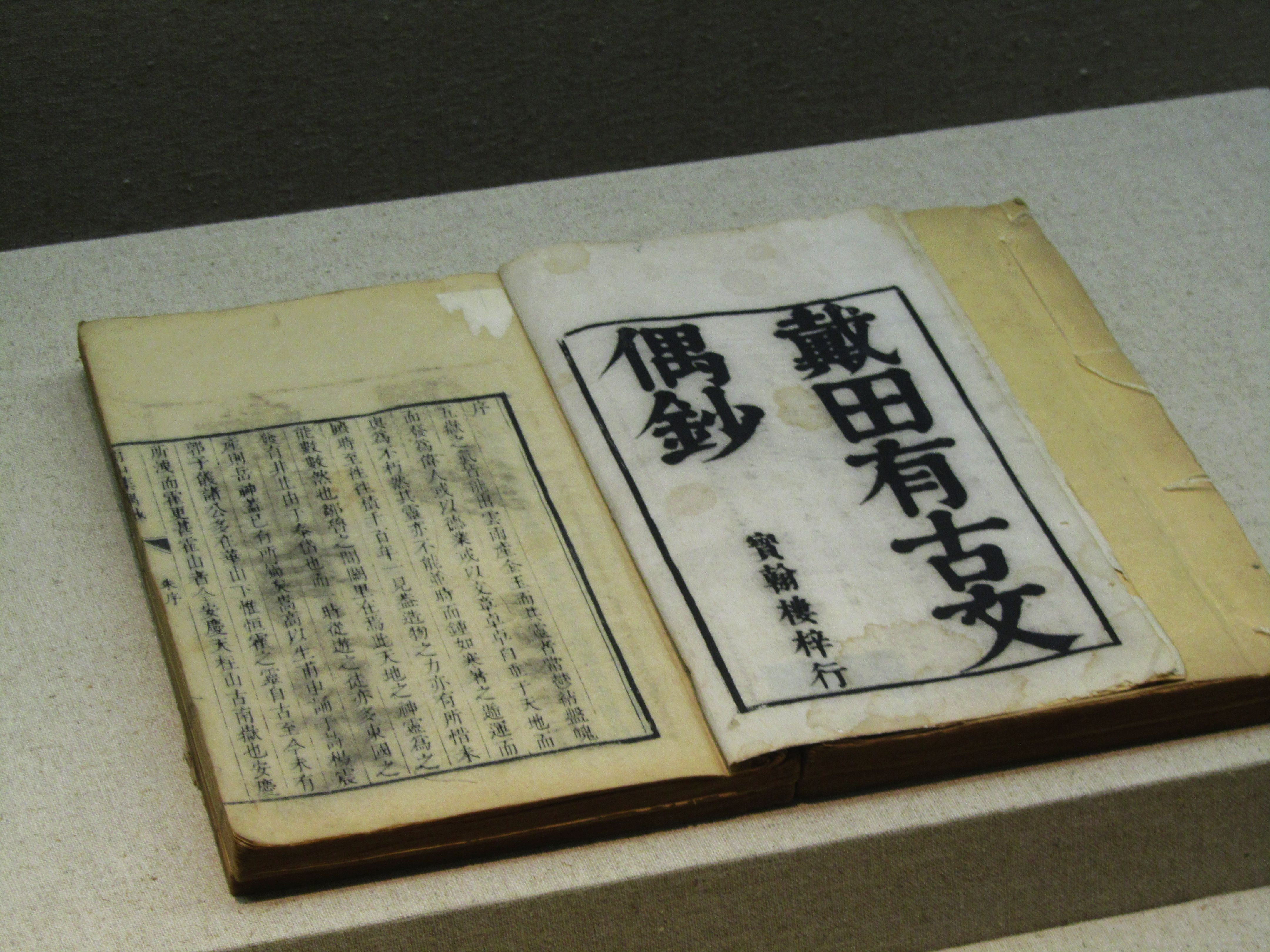
Exemplar del "Nanshan ji"

Va néixer l'any 1653 i va viure a cavall de les dues darreres dinasties xineses, la Ming (1368-1644) i la Qing (1644-1911).
El 1712 va ser acusat per les autoritats del govern de l'emperador Kangxi (Dinastia Qing d'origen manxú) de pensament anti-manxú, especialment per la seva obra "Nanshan ji" (Recull de la Muntanya del Sud), publicació on expressa una certa nostàlgia per la dinastia anterior (la Ming) i utilitza en el seu relat el calendari dels Ming del Sud enlloc del imposat per les autoritats de la nova dinastia.
Va ser decapitat públicament a Pequín el 6 de març de 1713 després d'un procés molt dur i de la prohibició del conjunt de les seves obres.
Malgrat que l'emperador Kangxi ha estat comparat per alguns historiadors com un equivalent a Lluis XIV a França i que va acabar el seu mandat com un protector de les arts i les lletres i un reconciliador entre els xinesos i els manxús, els inicis de la dinastia va passar per moment violents (lluita contra membres de l'anterior dinastia, revolta d'antics generals Ming que inicialment havien ajudat als nos conqueridors) i de forta repressió. El procés contra Dai, conegut com el "Cas Nanshan" (南山案), també va afectar altres intel·lectuals com Fang Bao i Wang Yuan i d'alguna forma cal emmarcar-lo en la lluita entre els xinesos i els nous invasors els manxús i també les intrigues en el procés de successió de l'emperador Kangxi.
No va ser fins a final de la dinastia que el seu nom i la seva obra no van ocupar un lloc just dins la història de la literatura xinesa.
L'episodi 1 de la serie televisiva "Gilded Chopsticks" (2014) produïda per TVB de Hong Kong, relata un dels intents d'enverinament de l'emperador Kangxi, com a resposta a l'execució de Dai.